# Baksha
Baksha  (ucraniano: Бакша) es una localidad del Raión de Podilsk en el Óblast de Odesa de Ucrania. Según el censo de 2001, tiene una población de 1078 habitantes.